# Poposauridae
Poposauridae — родина великих м'ясоїдних архозаврів, які жили поряд з динозаврами в пізньому тріасі. Їх довжина була приблизно від 2,5 до 5 метрів. Попозавриди відомі за викопними останками з Північної та Південної Америки. Хоча спочатку вважалися тероподними динозаврами, кладистичний аналіз показав, що вони більш тісно пов’язані з крокодилами. Ранній кладистичний аналіз крокодилотарсанових архозаврів включав Poposaurus, Postosuchus, Teratosaurus, Bromsgroveia в Poposauridae. Однак пізніші дослідження показали, що тератозавр був рауісухідом. Усі останні філогенетичні аналізи розміщують Postosuchus або як Rauisuchidae, або як прнестозухіда (Prestosuchidae).